# Dalechampia indica
Dalechampia indica là một loài thực vật có hoa trong họ Đại kích. Loài này được Wight mô tả khoa học đầu tiên năm 1852.